# Stożkówka owłosionotrzonowa
Stożkówka owłosionotrzonowa (Conocybe velutipes (Velen.) Hauskn. & Svrček) – gatunek grzybów z rodziny gnojankowatych (Bolbitiaceae).

## Systematyka i nazewnictwo
Pozycja w klasyfikacji według Index Fungorum: Conocybe, Bolbitiaceae, Agaricales, Agaricomycetidae, Agaricomycetes, Agaricomycotina, Basidiomycota, Fungi.
Po raz pierwszy opisał go w 1940 r. Josef Velenovský, nadając mu nazwę Galera velutipes. W 1999 r. Anton Hausknecht i Mirko Svrček przenieśli go do rodzaju Conocybe. Synonimy.
- Conocybe kuehneriana Singer 1969
- Galera velutipes Velen. 1940

Polską nazwę zarekomendował Władysław Wojewoda w 2003 roku.

## Morfologia
Kapelusz
O średnicy 17–24 mm, wysokości 16–20 mm, stożkowaty. Powierzchnia wilgotna, gładka, początkowo brązowopomarańczowa, potem szarożółta, brzeg nieregularny, pękający w okresie dojrzałości, prążkowany. Skórka nie dająca się oddzielić. Brak resztek osłony.
Blaszki
Wycięte, równe, gęste, wąskie, o szerokości do 15 mm, początkowo bladożółtawe, potem brudnoróżowawe w okresie dojrzałości, kruche.
Trzon
Wysokość 30–52 mm, grubość 1 mm, grubość 5–7 mm, centralny, cylindryczny, z bulwiastą podstawą, pełny. Powierzchnia biała z sinobrązowym odcieniem, włókienkowata.
Miąższ
Cienki, nie zmieniający barwy po przecięciu, bez wyraźnego zapachu i smaku.
Cechy mikroskopowe
Zarodniki 9,3–12,7 × 6,8–8,5 μm, Qe = 1,52, elipsoidalne, ze szczelinowatymi porami rostkowymi, grubościenne, gładkie, brązowożółte. Podstawki 19,5–30,5 × 10–13,6 µm, maczugowate, 4-zarodnikowe, cienkościenne, bezbarwne ze sterygmami o długości 2,5–3,4 µm. Cheilocystydy 17–22 × 5–7,6 µm, w kształcie kręgli, cienkościenne, bezbarwne z główką o szerokości 2,5–3,4 µm. Pleurocystyd i pseudoparafiz brak. Skórka kapelusza z rozproszonymi pileocystydami; komórki 15,3–27,3 × 8,5–13,5 µm, maczugowate, cienkościenne, szkliste; pileocystydy 20,4–47,6 × 1,7–8,5 µm, różnokształtne, wydłużone, nitkowate, cylindryczne lub kręglowate, cienkościenne, słabo ziarniste. Skórka trzonu z niekręglowatymi kaulocystydami. Strzępki w miąższu trzonu biegnące wzdłużnie, cienkościenne, szkliste, o szerokości 3,4–18,7 µm; kaulocystydy 15,3–41 × 1,7–12 µm, różnokształtne, nitkowate, maczugowate, cylindryczne lub butelkowate, cienkościenne, szkliste. Sprzążki obecne w strzępkach miąższu trzonu.
Gatunki podobne
Bardzo podobna jest stożkówka sześciokątnozarodnikowa (Conocybe hexagonospora), ale
odróżnia się wyraźnie sześciokątnymi zarodnikami.

## Występowanie i siedlisko
Podano stanowiska w Ameryce Północnej i Południowej, Europie i Azji, najwięcej w Europie. W Polsce do 2003 r. podano jedno stanowisko, podane w 1986 r. przez W. Wojewodę w dolinie Głęboczanki w Beskidzie Sadeckim, ale w późniejszych latach podano wiele następnych. W internetowym atlasie grzybów znajduje się na liście gatunków zagrożonych i wartych objęcia ochroną.
Grzyby saprotroficzne oraz grzyby koprofilne. Roy Watling opisał ich występowanie w Szkocji na końskim łajnie, również w Indiach podano ich występowanie na łajnie bydła.